# Педагогічні і науково-педагогічні працівники вишів
Педагогі́чні і науко́во-педагогі́чні працівники́ закладів вищої  освіти

## Визначення
Науково-педагогічні працівники — це особи, які за основним місцем роботи у закладах вищої освіти провадять навчальну, методичну, наукову (науково-технічну, мистецьку) та організаційну діяльність (Закон України "Про вищу освіту",стаття 53, частина 1) ).
Педагогічні працівники — особи, які за основним місцем роботи у закладах вищої освіти провадять навчальну, методичну та організаційну діяльність (Закон України "Про вищу освіту, стаття 53, частина 2).
Наукова та науково-технічна діяльність науково-педагогічних працівників закладів вищої освіти регулюється Законом України «Про наукову і науково-технічну діяльність».

### Права, обов'язки та державні гарантії педагогічним і науково-педагогічним працівникам
Педагогічні та науково-педагогічні працівники мають право (Закон України "Про вищу освіту, стаття 57, частина 1): 
1) на академічну свободу, що реалізується в інтересах особи, суспільства та людства загалом; 
2) на академічну мобільність для провадження професійної діяльності; 
3) на захист професійної честі та гідності; 
4) брати участь в управлінні закладом вищої освіти, у тому числі обирати та бути обраним до вищого органу громадського самоврядування, вченої ради закладу вищої освіти чи його структурного підрозділу; 
5) обирати методи та засоби навчання, що забезпечують високу якість навчального процесу; 
6) на забезпечення створення відповідних умов праці, підвищення свого професійного рівня, організацію відпочинку та побуту, встановлених законодавством, нормативними актами закладу вищої освіти, умовами індивідуального трудового договору та колективного договору; 
7) безоплатно користуватися бібліотечними, інформаційними ресурсами, послугами навчальних, наукових, спортивних, культурно-освітніх підрозділів закладу вищої освіти; 
8) на захист права інтелектуальної власності; 
9) на підвищення кваліфікації та стажування не рідше одного разу на п’ять років; 
10) одержувати житло, у тому числі службове, в установленому законодавством порядку; 
11) отримувати пільгові довгострокові кредити на будівництво (реконструкцію) і придбання житла в установленому законодавством порядку; 
12) брати участь в об’єднаннях громадян; 
13) на соціальне та пенсійне забезпечення в установленому законодавством порядку. 
Вони також мають інші права, визначені Законами України.
Водночас вони зобов'язані (Закон України "Про вищу освіту", стаття 58, частина 1): 
1) забезпечувати викладання на високому науково-теоретичному і методичному рівні навчальних дисциплін відповідної освітньої програми за спеціальністю, провадити наукову діяльність (для науково-педагогічних працівників); 
2) підвищувати професійний рівень, педагогічну майстерність, наукову кваліфікацію (для науково-педагогічних працівників); 
3) дотримуватися норм педагогічної етики, моралі, поважати гідність осіб, які навчаються у закладах вищої освіти, прищеплювати їм любов до України, виховувати їх у дусі українського патріотизму і поваги до Конституції України та державних символів України; 
3-1) дотримуватися в освітньому процесі та науковій (творчій) діяльності академічної доброчесності та забезпечувати її дотримання здобувачами вищої освіти; 
4) розвивати в осіб, які навчаються у закладах вищої освіти, самостійність, ініціативу, творчі здібності; 
5) дотримуватися статуту закладу вищої осі Законами України.
Стаття 59 Закону України «Про вищу освіту» конкретизує мінімальний рівень доплати науково-педагогічним, науковим і педагогічним працівникам закладів вищої освіти, встановлюючи їх у розмірах:
- за науковий ступінь доктора філософії та доктора наук – відповідно 15 та 25 відсотків посадового окладу,
- за вчене звання доцента і старшого дослідника - 25 відсотків посадового окладу, професора - 33 відсотки посадового окладу.

Законом передбачено, що заклад вищої освіти може встановити більший розмір доплат за рахунок власних надходжень.

## Основні посади педагогічних і науково-педагогічних працівників
Відповідно до частини1 статті 55 Закону України "Про вищу освіту", до основних посад науково-педагогічних працівників закладів вищої освіти належать: 
1) керівник (ректор, президент, начальник, директор); 
2) заступник керівника (проректор, віце-президент, заступник начальника, заступник директора, заступник завідувача), діяльність якого безпосередньо пов’язана з освітнім або науковим процесом; 
3) директор (начальник) інституту, його заступники, діяльність яких безпосередньо пов’язана з освітнім або науковим процесом; 
4) декан (начальник) факультету, його заступники, діяльність яких безпосередньо пов’язана з освітнім або науковим процесом; 
5) директор бібліотеки; 
5-1) директор музею; 
6) завідувач (начальник) кафедри, заступник начальника (завідувача) кафедри вищого військового навчального закладу, закладу вищої освіти із специфічними умовами навчання, військового навчального підрозділу закладу вищої освіти; 
7) професор; 
8) доцент; 
9) старший викладач, викладач, асистент, викладач-стажист; 
10) науковий працівник бібліотеки; 
10-1) науковий працівник музею; 
11) завідувач аспірантури, докторантури.
Згідно із частиною 2 цієї статті, основними посадами педагогічних працівників закладів вищої освіти є: 
1) викладач; 
2) методист. 
Повний перелік посад педагогічних та науково-педагогічних працівників зазначений у Постанові Кабінету Міністрів України від 14 червня 2000 р. № 963.
На посади науково-педагогічних працівників обираються за конкурсом, як правило, особи, які мають наукові ступені або вчені звання, а також випускники магістратури, аспірантури та докторантури.
Закладом вищої освіти можуть бути встановлені додаткові вимоги до осіб, які приймаються на посади науково-педагогічних працівників.
Педагогічні працівники призначаються на посаду керівником закладу вищої освіти. Педагогічні працівники кожні п'ять років проходять атестацію. За результатами атестації визначається відповідність працівників займаній посаді, присвоюються категорії, педагогічні звання.
Позитивне рішення атестаційної комісії може бути підставою для підвищення за посадою, а негативне — підставою для звільнення педагогічного працівника з посади у порядку, встановленому законодавством.
Порядок атестації педагогічних працівників встановлюється спеціально уповноваженим центральним органом виконавчої влади у галузі освіти і науки.
Перелік кваліфікаційних категорій і педагогічних звань педагогічних працівників, порядок їх присвоєння визначаються Кабінетом Міністрів України.

## Робочий час педагогічних та науково-педагогічних працівників
Робочий час педагогічного та науково-педагогічного працівника визначається Кодексом законів про працю України.
Час виконання навчальних, методичних, наукових, організаційних та інших трудових обов'язків у поточному навчальному році не повинен перевищувати річний робочий час.
Максимальне навчальне навантаження науково-педагогічних працівників не може перевищувати 600 годин на навчальний рік.
Максимальне навчальне навантаження педагогічних працівників не може перевищувати 720 годин на навчальний рік.
Види навчальних занять, що входять до навчального навантаження педагогічного та науково-педагогічного працівника відповідно до його посади, встановлюються закладом вищої освіти в індивідуальному плані працівника.
Залучення педагогічних та науково-педагогічних працівників до роботи, не обумовленої трудовим договором, може здійснюватися
лише за його згодою або у випадках, передбачених законом.
Відволікання педагогічних та науково-педагогічних працівників від виконання професійних обов'язків не допускається, за винятком випадків, передбачених законом.